# Martina Genís Salas
Martina Genis Salas (* 12. Juni 2006) ist eine spanische Tennisspielerin.

## Karriere
Genis Salas spielt bislang vorrangig auf der ITF Women’s World Tennis Tour und gewann bisher zwei Doppeltitel.

### College Tennis
Seit 2024 spielt Genis Salas für das Damentennisteam der University of Virginia.

## Turniersiege

### Doppel
| Nr. | Datum            | Turnier  | Kategorie | Belag     | Partnerin                           | Finalgegnerinnen                 | Ergebnis         |
| --- | ---------------- | -------- | --------- | --------- | ----------------------------------- | -------------------------------- | ---------------- |
| 1.  | 2. Dezember 2023 | Valencia | ITF W15   | Sand      | Tiantsoa Sarah Rakotomanga Rajaonah | Enola Chiesa Alessandra Mazzola  | 2:6, 6:2, [10:8] |
| 2.  | 24. Februar 2024 | Manacor  | ITF W15   | Hartplatz | Ruth Roura Llaverias                | Rikke de Koning Marente Sijbesma | 6:3, 2:6, [10:6] |